# 中村伊知哉
中村 伊知哉（なかむら いちや、1961年（昭和36年）3月19日 - ）は、日本の政策学者。iU（情報経営イノベーション専門職大学）学長。企業の社外取締役や業界団体の理事なども務めている。

## 人物
京都府出身。京都教育大学附属高校では山村紅葉と同級生。京都大学経済学部在学中はバンド活動に従事し、ロックバンド少年ナイフのディレクターをしていた。
1984年に卒業後、郵政省へ入省。同期に谷脇康彦（総務審議官（郵政・通信担当））、山田真貴子（総務審議官（国際担当））、武田博之（内閣官房内閣審議官（内閣官房郵政民営化推進室長））、千田哲也（株式会社かんぽ生命保険代表執行役社長、日本郵便代表取締役社長）等がいる。当時郵政省キャリア組の慣例だった地方郵便局長経験として、20歳代の末（28－29歳）に北海道登別郵便局局長を1年勤めた後、2年間（1992－1993）パリに駐在しADSLなどの調査に携わった。通信・放送 融合政策、インターネット政策を担当するが、橋本行革で省庁再編に携わったのを最後に退官。
渡米し、1998年にMITメディアラボ客員教授、2002年からは客員研究員。MIT Okawa Centerの設立プロジェクトを担当する。この間、ボストンと日本との間を行き来するような生活をしていると、中村を政策アドバイザーに迎えようとしていた羽咋市長によって市議会で説明されている。2001年度、経済産業研究所上席研究員を兼務する。
2002年、スタンフォード日本センター研究部門所長青木昌彦、今井賢一、林敏彦らと運営に携わる。この頃、大阪大学大学院の博士課程を単位取得退学。
2006年に慶應義塾大学教授、2008年に慶應義塾大学大学院政策・メディア研究科で博士号（博士（政策・メディア））取得。
mixi、JPホールディングスの社外取締役を務めるが辞任、スペースシャワーの社外取締役は継続している。
2020年よりiU（情報経営イノベーション専門職大学）学長。
その他、一般社団法人CiP協議会理事長、一般社団法人デジタルサイネージコンソーシアム理事長、一般社団法人安心ネットづくり促進協議会副代表理事、一般社団法人超教育協会幹事・理事、特定非営利活動法人CANVAS副理事長、理化学研究所AIPセンターコーディネーターなどを兼務。

## 所属
- iU（情報経営イノベーション専門職大学）学長
- 京都大学大学院防災研究所アートイノベーション産学共同講座特任教授[22]
- 慶應義塾大学大学院メディアデザイン研究科(KMD)特別招聘教授[要出典]
- スペースシャワーネットワーク社外取締役
- 一般社団法人CiP協議会理事長[16]
- 一般社団法人デジタルサイネージコンソーシアム理事長[17]
- 一般社団法人デジタルリスク協会（炎上協会）理事長[23]
- 一般社団法人 安心ネットづくり促進協議会 副代表理事[18]
- 一般社団法人融合研究所 主筆[24]
- 一般社団法人超教育協会 幹事・理事[19]
- 特定非営利活動法人CANVAS副理事長[20]
- 一般社団法人渋谷クリエイティブタウン 設立理事[25]
- 非営利活動団体 日本ビジネスモデル学会 理事[26]
- 一般社団法人データ流通推進協議会外部理事[疑問点 – ノート][要出典]
- 理化学研究所 革新知能統合研究センター(AIP)コーディネーター（非常勤、広報アドバイザー）[21]
- 東京大学先端科学技術研究センター 身体情報学分野 稲見・檜山・瓜生研究室 身体情報学分野アドバイザー[27]
- 京都国際映画祭実行委員長[28]
- 少年ナイフ特別顧問
- 一般社団法人日本eスポーツ連合 特別顧問[29]
- デジタルメディア協会参与
- マルチスクリーン型放送研究会 顧問[30]
- 一般財団法人 大川ドリーム基金 評議員[31]
- 公益財団法人東日本大震災復興支援財団 評議員[32]
- 全国応援村実行委員会 委員長[33]
- 一般社団法人日本民間放送連盟 研究所「民放のネット・デジタル関連ビジネス研究プロジェクト」座長

## これまでの所属・肩書き
- 吉本興業ホールディングス社外取締役
- 慶應義塾大学大学院メディアデザイン研究科 (KMD) 教授
- 一般社団法人超人スポーツ協会共同代表[34]
- 一般社団法人デジタル教科書教材協議会 専務理事[35]、事務局長[36]
- 一般社団法人日本eスポーツ協会 理事[37]
- 一般社団法人映像配信高度化機構理事長[38]、
- 公益財団法人KDDI財団 非常勤理事[39][40]
- ソーシャルゲーム協会[41] 事務局長[42]
- IPDCフォーラム 代表[43]
- ミクシィ社外取締役[44]
- ホリプロ タレント[45]
- 吉本興業顧問（2016年1月 - 2016年6月）[46]
- 芸術科学会 評議員[47]
- アニメ・マンガ人材養成産官学連携コンソーシアム 統括委員会委員長（平成24 - 26年度）、共通委員会委員長（平成27年度）[48]
- Tokyo Crazy Kawaii実行委員会 実行委員長[49][50]
- 海外マンガフェスタ 顧問[51]
- 日本財団 これも学習マンガだ！ 選書委員[52]
- JPホールディングス社外取締役
- 融合研究所 所長
- デジタルマンガ キャンパス・マッチ実行委員会 実行委員長[53]
- 一般社団法人日本民間放送連盟 研究所 客員研究員
- 一般社団法人日本民間放送連盟 研究所「民放のネット・デジタル関連ビジネス研究プロジェクト」座長
- 武雄市MY図書館名誉館長[54]
- 武雄市図書館デジタル化推進協議会委員[55]
- 武雄市ICT教育推進協議会委員[56]

## 政府委員
- 内閣府
  - クールジャパン官民連携プラットフォーム構成員[57]
  - 知的財産戦略本部
    - 知的財産推進計画2021策定に向けた検討
      - 構想委員会 委員[58]、コンテンツ小委員会 小委員長[59]、デジタル時代における著作権制度・関連政策の在り方検討タスクフォース 座長[60]
- 内閣官房 IT総合戦略本部
  - シェアリングエコノミー検討会議 委員[61]
- 総務省
  - 情報通信白書編集委員会 アドバイザリーボード[要出典]
  - ICT サービス安心・安全研究会 青少年の安心・安全なインターネット利用環境整備に関するタスクフォース主査[62]
- 文部科学省
  - 文化庁 文化審議会著作権分科会法制・基本問題小委員会 委員[63]
  - スポーツ庁 官民連携によるスポーツを通じた健康増進策検討会 委員[要出典]
- 消費者庁
  - 消費者のデジタル化への対応に関する検討会 座長代理[64]

## これまでの政府委員
- 内閣官房
  - 東京オリンピック競技大会・東京パラリンピック競技大会推進本部 政策参与
  - クールジャパン戦略推進会議 委員[65]
    - クールジャパン推進会議ポップカルチャー分科会議長[66]

  - 高度情報通信ネットワーク社会推進戦略本部（IT総合戦略本部）
    - 新戦略推進専門調査会 規制制度改革分科会委員[67]、シェアリングエコノミー検討会議構成員[68]

  - 知的財産戦略本部
    - 知的財産推進計画2012策定に向けた検討
      - 知的財産による競争力強化・国際標準化専門調査会 委員[69]

    - 知的財産推進計画2013策定に向けた検討
      - コンテンツ強化専門調査会 会長[70]

    - 知的財産推進計画2014策定に向けた検討
      - 検証・評価・企画委員会 共同座長[71]

    - 知的財産推進計画2015策定に向けた検討
      - 検証・評価・企画委員会 共同座長[72]

    - 知的財産推進計画2016策定に向けた検討[73]
      - コンテンツ分野を取り扱う会合への出席者 座長
      - 次世代知財システムを取り扱う会合（次世代知財システム検討委員会）への出席者 座長

    - 知的財産推進計画2017策定に向けた検討[74]
      - コンテンツ分野を取り扱う会合への出席者 座長
      - 新たな情報財を取り扱う会合（新たな情報財検討委員会）への出席者 検討委員長（共同）
      - 映画の振興施策に関する検討会議 座長[75]

    - 知的財産推進計画2018策定に向けた検討
      - コンテンツ分野を取り扱う会合への出席者 座長[76]

    - 知的財産推進計画2019策定に向けた検討
      - コンテンツ分野を取り扱う会合への出席者 座長[77]

    - 知的財産推進計画2020策定に向けた検討
      - 検証・評価・企画委員会 委員[78]
      - 構想委員会 構成員[79]
- 総務省
  - 情報通信審議会 専門委員
  - デジタルコンテンツ創富力の強化に向けた懇談会] 座長
  - 「コンテンツ振興検討チーム」座長代理
  - 「今後のICT分野における国民の権利保障等の在り方を考えるフォーラム」メンバー
  - 「新たな電波の活用ビジョンに関するチーム」委員
  - 「デジタル・コンテンツの流通の促進等に関する検討委員会」座長代理
  - ICTビジョン懇談会「情報流通促進SWG」主査
  - ICTビジョン懇談会「基本戦略WG」構成員
  - 「wiMAX評価委員会」委員
  - 情報通信審議会情報通信政策部会「通信・放送の総合的な法体系に関する検討委員会」 専門委員
  - ICT国際競争力懇談会「ワイヤレス分科会」メンバー
  - 「取引市場WG」主査
  - ICT国際競争力懇談会「ワイヤレスWG」座長代理
  - 通信・放送問題タスクフォース メンバー
  - 「コンテンツ取引市場形成に関する検討会」 委員
  - 「デジタル・コンテンツの流通の促進等に関する検討委員会」委員
  - 「通信・放送の総合的な法体系に関する研究会」委員
  - 「通信・放送の融合時代における事業環境研究会」座長
  - 「衛星放送懇談会」構成員
  - 「コンテンツ安心マーク」構成員
  - 「コンテンツ政策」専門委員
  - 情報通信ソフト懇談会「コンテンツWG」座長代理
  - 「デジタル著作権プロジェクト」主査
  - 「情報通信政策セッション」委員
  - ホワイトスペース推進会議 委員
  - 地域情報化評価会 メンバー
  - コンテンツ海外展開協議会 座長
  - 地方発の放送コンテンツ発信力強化に向けた懇談会
  - 情報通信白書編集委員会 座長
- 経済産業省
  - 新しいライフスタイルのための映像ビジネス環境に関する 調査研究会 座長
  - 委託事業「令和元年度新コンテンツ創造環境整備事業（eスポーツに係る市場規模等調査分析事業）」[80]
    - eスポーツを活性化させるための方策に関する検討会 座長[81]
- 国土交通省
  - 「地理空間情報の活用推進のための方策に関する検討委員会」委員
- 文部科学省
  - 「学校教育の情報化に関する懇談会」委員
  - 「コミュニケーション推進教育会議」委員
  - 文化庁
    - 文化審議会
      - 著作権分科会専門委員
      - 電子書籍の流通と利用の円滑化に関する検討会議 委員
      - 著作権分科会国際小委員会 委員

    - 「次世代ネットワーク社会における著作権制度のあり方についての調査研究会」委員

## 著書

### 単著
- 『新版 超ヒマ社会をつくる - アフターコロナはネコの時代-』Kindle版、ヨシモトブックス、2021年5月。B0957G5D1T
- 『超ヒマ社会をつくる』ヨシモトブックス、2019年6月。ISBN978-4-8470-9799-7
- 『コンテンツと国家戦略 ソフトパワーと日本再興』角川書店〈角川EPUB選書〉、2013年12月。ISBN 978-4-04-080006-6。
- 『中村伊知哉の 「新世紀ITビジネス進化論」』ディスカヴァー・トゥエンティワン〈ディスカヴァー携書〉、2011年12月。ISBN 978-4-7993-1099-1。
- 『「通信と放送の融合」のこれから』翔泳社、2008年。ISBN 978-4-7981-1580-1。
- 『デジタルのおもちゃ箱』NTT出版、2003年。ISBN 4757101120。
- 『インターネット、自由を我等に』アスキー出版局〈ASCII archivesシリーズ〉、1996年7月。ISBN 4756116752。

### 共著
- 中村伊知哉、石戸奈々子『デジタル教科書革命』ソフトバンククリエティブ、2010年9月。ISBN 978-4797360264。
- 中村伊知哉、石戸奈々子『日本を動かす次世代メディア デジタルサイネージ戦略 電子看板最前線』アスキー・メディアワークス、2010年4月。ISBN 978-4-04-868479-8。
- 中村伊知哉、石戸奈々子『デジタルサイネージ革命』朝日新聞出版、2009年6月。ISBN 978-4-02-250598-9。
- 中村伊知哉、小野打恵『日本のポップパワー―世界を変えるコンテンツの実像』日本経済新聞社、2006年5月。ISBN 978-4532351861。

### 監修
- ジェニファー・ランドー『Amazonをつくったジェフ・ベゾス』岩崎書店〈時代をきりひらくIT企業と創設者たち〉、2013年2月。ISBN 978-4265079094。
- コロナ・ブジェジナ『Googleをつくった3人の男』岩崎書店〈時代をきりひらくIT企業と創設者たち〉、2013年2月。ISBN 978-4265079087。
- テレーズ・シェイ『Appleをつくったスティーブ・ジョブズ』岩崎書店〈時代をきりひらくIT企業と創設者たち〉、2013年2月。ISBN 978-4265079117。
- 近藤静雄『手にとるようにウェブ世界がわかる本』かんき出版、2006年10月。ISBN 4-7612-6389-X。

### 講師
- 『中高年のためのらくらくデジタル塾 もう怖くない! デジタル機器』NHK出版〈趣味工房シリーズ〉、2011年5月。ISBN 978-4141897309。
- 『中高年のためのらくらくパソコン塾 音楽・写真で楽しさ広がる! デジタル生活』NHK出版〈趣味工房シリーズ〉、2010年12月。ISBN 978-4141897217。

### 部分執筆
- 『スマート化する放送 ICTの革新と放送の変容]』（部分執筆）三省堂、2014年 ISBN 978-4-385-36303-5
- 『頭のいい人が変えた10の世界 NHK ITホワイトボックス』講談社、2011年 ISBN 978-4-06-217463-3
- 『日本のポップパワー 世界を変えるコンテンツの実像』（部分執筆）日本経済新聞社、2006年 ISBN 4-532-35186-3
- 「CANVAS－NPOと子どもとメディア」『2010年コンテンツ産業に必要な8つの要件-d-commerce宣言』 NHK出版、2004年
- 「第4章コンテンツ政策の転換」『NHKスペシャル-変革の世紀II インターネット時代を生きる』日本工学アカデミー・日本学術会議編、2003年
- 「デジタルは日本を切り拓く」『電脳への提言』アスキー、1997年

## 出演番組など

### テレビ番組など
- NHK BS1「COOL JAPAN〜 発掘!かっこいいニッポン〜 」、2006年から、ご意見番（不定期）
- NHK BS1「美の壺」、2018年12月
- BSフジ「Liveな生き方」、2016年6月-9月 司会
- NHK World「MOSHIMOSHI NIPPON」「ICHIYA'S POP EYE」、2014年 - 2015年 出演
- テレビ神奈川「学びのデジタル革命（第1回 - 第11回）」、2011年7月-11月
- NHK Eテレ「中高年のためのらくらくデジタル塾」、2011年6月・7月、講師
- NHK教育「中高年のためのらくらくパソコン塾」、2011年1月 - 3月、講師
- NHK-BS2 「私の1冊 日本の100冊」「紅い花」、2008年10月
- フジテレビ「平成教育2006予備校」、解答者、2006年3月・6月

### ラジオ
- ラジオNIKKEI 「中村伊知哉のThis is IT」、2010年12月-2011年4月

## 映画
- 「日本のいちばん長い夏」、外務省事務次官（当時）松本俊一役、2010年8月。NHK-BShiにて2010年7月に先行放送あり。

## TV-CM
- ベネッセコーポレーション「教授、語る編」、2012年3月

## 連載コラム
- 公益財団法人通信文化協会 通信文化「窓のそとは、森」（月1回連載） 2015年1月 - 2015年12月
- 日経ビジネスオンライン「中村伊知哉のデジタル政策の未来像」（不定期連載）2013年7月
- 読売新聞夕刊 「アンテナ」（月1回連載）2013年4月 - 2015年3月
- 音楽事業者協会メールマガジン「中村伊知哉のデジタルについて私が知っている二、三の事柄」（月1回連載） 2013年4月 - 2014年3月
- ITmedia - 「中村伊知哉のもういっぺんイッてみな！」 2011年10月 - 2012年10月
- 日本経済新聞 - 「デジタルの手触り-十番勝負」 2009年5月 - 6月
- 少年タケシ - 「それでもポップか？」 2006年から
- 夏目書房 DIVA - 「中村伊知哉のモノ申す」 2005年5月 - 6月
- 日本経済新聞 - 「ゼミナール：産業文化力が拓く」 2005年1月 - 2月
- CSK XPRESS - 「CSK XPRESS」 2002年4月 - 2003年2月
- 日経WebCompany - 「激 ベンチャー」 2000年10月 - 2001年7月
- 音楽制作者連盟 - 「デジタルパンク通信」 2000年1月 - 2005年8月
- 日本経済新聞 - 「Nikkei Net ネット時評」 2000年 - 2010年
- 読売新聞 - 「風 from U.S.A」 2000年4月 - 2001年12月
- アスキー24/UPSIDE - 「中村伊知哉＠LANTIC」 1999年1月 - 2001年4月
- ニューメディア - 「中村伊知哉のボストン一夜漬け通信」 1998年12月 - 2001年3月
- マックパワー - 「わからん、それが問題だ」 1996年11月 - 1998年10月